# The Great Ganton Mystery
The Great Ganton Mystery è un cortometraggio muto del 1913. Il nome del regista non viene riportato nei credit del film che, prodotto dalla Rex Motion Picture Company, aveva come interpreti Robert Z. Leonard, Edward Alexander, Lillian Herbert, Margarita Fischer, Charles W. Travis.

## Trama
Henry Ganton, batteriologo di fama, vive e lavora nella sua splendida casa dove ha impiantato anche un laboratorio nel quale svolge i suoi esperimenti sulle cavie. Sua moglie, alla ricerca di un aiuto, ha pubblicato un annuncio a cui risponde una ragazza francese che viene assunta come cameriera. Quando Ganton e la nuova cameriera si incontrano per la prima volta, ambedue si riconoscono, ricordando i giorni giovanili degli studi parigini di quello che era stato uno studente brillante ma anche focoso e sregolato. La ragazza ricorda con amarezza il passato e, mentre lavora in quella casa, nella sua mente si fa strada l'idea di potersi vendicare dell'uomo che le ha rovinato la vita. Nel succo d'arancia che gli serve la mattina, inocula alcuni batteri tratti da una delle cavie di laboratorio. Succo mortale che non lascia scampo. La morte di Ganton lascia tutti interdetti, né si capisce la causa dell'avvelenamento, attribuito alla ptomaina. Le indagini sono affidate al professor Westerly, un valente scienziato che viene messo sulla giusta strada dall'esame delle bucce d'arancia e dal ritaglio di un giornale scientifico trovato nella stanza della cameriera che lui invita a venire quella sera a casa sua. Quando si trova a tu per tu con lei, Westerly la ipnotizza, facendosi raccontare la sua storia: quella di una ragazza giovane e ingenua che, a Parigi, dove faceva l'infermiera, aveva incontrato e amato Ganton che, però, si era poi dimostrato un uomo abietto ed egoista, abbandonandola con un figlio tra le braccia, un bambino che non era riuscito a sopravvivere, lasciandola sola e disperata. Westerly, dopo avere risvegliato la donna, la lascia andare. Ora deve redigere il suo rapporto sull'indagine: ripensando a tutta la storia, afferma di non avere trovato nessuna prova definitiva sul caso Ganton e che questo rimarrà per sempre un mistero.

## Produzione
Il film fu prodotto dalla Rex Motion Picture Company.

## Distribuzione
Distribuito negli Stati Uniti dall'Universal Film Manufacturing Company, il film - un cortometraggio in due bobine - uscì nelle sale cinematografiche il 27 marzo 1913. Nello stesso anno, il film fu distribuito dalla J.F. Brockliss anche nel Regno Unito.